# Museo Privado Robert Mouawad
El Museo Privado Robert Mouawad (en árabe: متحف روبير معوض الخاص‎) es una residencia privada en el barrio Zokak el-Blat de Beirut que fue convertida en museo por el empresario libanés Robert Mouawad.
El palacio fue construido en estilo neogótico por el político y coleccionista de arte libanés Henri Philippe Pharaoun en 1891. El museo fue inaugurado el 11 de mayo de 2006. Alberga objetos de valor que reflejan una mezcla de culturas artísticas orientales y occidentales, y una colección de libros raros, porcelana china, cerámica y otros objetos significativos. La arquitectura y el diseño del palacio reflejan la pasión de Faraón por el arte islámico y los paneles decorativos de madera que datan del siglo XVII, especialmente después de sus repetidos viajes a Siria. Otros artefactos exhibidos incluyen mosaicos bizantinos, esculturas romanas de mármol, jarros y jarras, columnas históricas, cerámica, armas antiguas, alfombras únicas, piezas de joyería, piedras preciosas, íconos católicos melquitas y manuscritos conservados.